# Jim McAlister
Jim McAlister (Seattle, 4 maggio 1957) è un allenatore di calcio ed ex calciatore statunitense.

## Carriera

### Calciatore

#### Club
Formatosi nella selezione calcistica della John F. Kennedy High School, nella stagione 1976 viene ingaggiato dai Seattle Sounders.
Nella sua seconda stagione raggiunse con i Sounders la finale della competizione, persa con i New York Cosmos, guadagnando il titolo individuale di miglior esordiente.
Militò con i Sounders sino alla stagione 1979, non superando mai i quarti di finale.
Nel 1979 passa ai Buffalo Stallions, che militano nel campionato indoor MISL.
Nella stagione 1980 passa ai Toronto Blizzard, con cui ottiene il terzo posto nella Eastern Division della National Conference.
Nell'inverno 1980 passa al San Jose Earthquakes, società in cui militerà sino alla stagione 1983, quando il club aveva già assunto il nome di Golden Bay Earthquakes. Con gli Earthquakes McAlister otterrà come miglior piazzamento il  raggiungimento delle semifinali nella North American Soccer League 1983.
Terminata l'esperienza con gli Earthquakes McAlister giocherà nei Tacoma Stars e nei Seattle Storm, militanti nei campionati indoor.

#### Nazionale
McAlister indossò la maglia degli USA tra il 1977 ed il 1979.

##### Cronologia presenze e reti in Nazionale
| Cronologia completa delle presenze e delle reti in nazionale ― Stati Uniti | Cronologia completa delle presenze e delle reti in nazionale ― Stati Uniti | Cronologia completa delle presenze e delle reti in nazionale ― Stati Uniti | Cronologia completa delle presenze e delle reti in nazionale ― Stati Uniti | Cronologia completa delle presenze e delle reti in nazionale ― Stati Uniti | Cronologia completa delle presenze e delle reti in nazionale ― Stati Uniti | Cronologia completa delle presenze e delle reti in nazionale ― Stati Uniti | Cronologia completa delle presenze e delle reti in nazionale ― Stati Uniti |
| Data                                                                       | Città                                                                      | In casa                                                                    | Risultato                                                                  | Ospiti                                                                     | Competizione                                                               | Reti                                                                       | Note                                                                       |
| -------------------------------------------------------------------------- | -------------------------------------------------------------------------- | -------------------------------------------------------------------------- | -------------------------------------------------------------------------- | -------------------------------------------------------------------------- | -------------------------------------------------------------------------- | -------------------------------------------------------------------------- | -------------------------------------------------------------------------- |
| 15-9-1977                                                                  | San Salvador                                                               | El Salvador                                                                | 1 – 2                                                                      | Stati Uniti                                                                | Amichevole                                                                 | -                                                                          | 46’                                                                        |
| 18-9-1977                                                                  | Città del Guatemala                                                        | Guatemala                                                                  | 3 – 1                                                                      | Stati Uniti                                                                | Amichevole                                                                 | -                                                                          |                                                                            |
| 25-9-1977                                                                  | Città del Guatemala                                                        | Guatemala                                                                  | 2 – 0                                                                      | Stati Uniti                                                                | Amichevole                                                                 | -                                                                          |                                                                            |
| 6-9-1978                                                                   | Lucerna                                                                    | Svizzera                                                                   | 2 – 0                                                                      | Stati Uniti                                                                | Amichevole                                                                 | -                                                                          |                                                                            |
| 20-9-1978                                                                  | Setúbal                                                                    | Portogallo                                                                 | 1 – 0                                                                      | Stati Uniti                                                                | Amichevole                                                                 | -                                                                          |                                                                            |
| 3-2-1979                                                                   | Seattle                                                                    | Stati Uniti                                                                | 1 – 3                                                                      | Unione Sovietica                                                           | Amichevole non ufficiale                                                   | -                                                                          |                                                                            |
| 11-2-1979                                                                  | San Francisco                                                              | Stati Uniti                                                                | 1 – 4                                                                      | Unione Sovietica                                                           | Amichevole non ufficiale                                                   | -                                                                          |                                                                            |
| Totale                                                                     |                                                                            | Presenze                                                                   | 7                                                                          |                                                                            | Reti                                                                       | 0                                                                          |                                                                            |

### Allenatore
Dopo il ritiro dal calcio giocato McAlister ha allenato la rappresentativa del Decatur High School e gli Hibernian Saints.

## Palmarès

### Individuale
- NASL Rookie of the Year: 1

1977